# Masiela Lusha
Masiela Lusha (/ˌmɑːsiˈɛlə ˈluːʃə/; nascuda el 23 d'octubre, 1985) és una actriu i autora nord-americana d'origen albanès. Va guanyar el reconeixement per interpretar Carmen Lopez a la comèdia de situació de l'ABC de distribució mundial George Lopez, un paper que li va valdre dos premis Young Artist consecutius a l'actriu jove principal en una comèdia o drama. Després de la transició al cinema, va protagonitzar la pel·lícula de Sony Pictures Blood: The Last Vampire. Lusha també va protagonitzar al costat de David Hasselhoff i Ian Ziering a la pel·lícula de televisió de SyFy Sharknado: The 4th Awakens.
Lusha va fer el seu debut com a actriu a Summoning l'any 2001. Aquest mateix any, va fer el seu debut televisiu a la sèrie de Disney Channel, Lizzie McGuire. Lusha va aparèixer com a membre principal del repartiment a Clifford's Puppy Days (2003-2005) per la PBS, i també va aparèixer a Law & Order: Criminal Intent, i Anger Management. Lusha va protagonitzar pel·lícules de diversos gèneres, com ara Cherry Bomb (2004), My Father's Eulogy (2007), Muertas (2007), Time of the Comet (2008), Ballad of Broken Angels (2009), Kill Katie Malone (2010), Dragonfyre (2013), The Architect (2014), Of Silence (2014), Fatal Instinct (2014) i Branded (2016).
El 2010, Lusha va ser nomenada ambaixadora de l'entitat benèfica del príncep Harry Sentebale. El 2014, Lusha va ser nomenada ambaixadora de bona voluntat de l'Assemblea Mundial de la Joventut. Lusha és una defensora d'ONU Dones.
Lusha ha escrit cinc llibres de poesia, Inner Thoughts, Drinking the Moon, Amore Celeste, The Call, The Living Air; una novel·la, La Besa; i dos llibres infantils. La Lusha ha escrit poesia i l'ha traduïda a l'albanès.

## Infantesa i educació
Lusha va néixer a Tirana, Albània, i és l'únic fill de Max i Daniela Lusha. La seva mare era editora de revistes. El 1990, Lusha i la seva família van abandonar Albània com a refugiats. En sortir d'Albània, Lusha es va traslladar a Budapest, Hongria, i Viena, Àustria. En una entrevista el 2016, Lusha acredita els seus primers records com a refugiada pels seus esforços humanitaris de tota la vida.

### Infància i adolescència a Amèrica
A l'edat de set anys, la Lusha es va traslladar a Michigan on ella i la seva mare es van reunir amb el seu besoncle, el doctor Joseph H. Alli. El Dr. Alli va ser coronel de l'exèrcit durant la Segona Guerra Mundial i cap de laboratoris del Departament d'Afers de Veterans dels Estats Units. L'anglès era la quarta llengua de Lusha, després de l'albanès, l'hongarès i l'alemany. A l'edat d'uns anys dotze, Lusha va començar una carrera de model a Michigan. Després d'uns mesos de model professional i d'actuar en obres de teatre locals, va ser descoberta per un agent de talent de Hollywood que va fer una convocatòria oberta a Detroit, Michigan. L'any següent, mentre actuava a Los Angeles, Lusha es va convertir en autora publicada amb el seu primer llibre de poesia, Inner Thoughts.

## Carrera literària

### Reconeixement primerenc (1997–2004)
Com a poeta, Lusha va ser reconeguda com una de les deu poetes amb més talent d'Amèrica del Nord pel seu treball publicat, i també va rebre el reconeixement públic de l'antic president Bill Clinton.
En acabar el batxillerat, Lusha havia publicat dos reculls de poesia. A partir del 2010, Lusha ha escrit set llibres des de llavors.

### Drinking the Moon,The Living Air, una novel·la i llibres infantils (2005-present)
Del 2005 al 2010, Lusha va escriure quatre llibres de poesia. Mentre filmava George Lopez, Lusha va publicar el seu segon llibre, Drinking the Moon El 2010, Lusha va escriure Boopity Boop Writes Her First Poem. Lusha va triar la poesia com a temàtica del seu llibre infantil perquè: "Mentre algunes mares canten cançons de bressol als seus fills, la meva mare em llegeix poesia", va dir. "I fins al dia d'avui, associo els meus sentiments més forts i insistents amb paraules organitzades líricament en una pàgina." El 2016, Lusha va publicar el seu quart llibre de poesia, The Living Air.
En una entrevista, Lusha va revelar que va completar la seva novel·la, La Besa, en un mes, escrivint des de les 6 del matí fins a les 8 del vespre tots els dies mentre s'oblida de menjar. Pel que fa a la seva escriptura, Lusha també diu: "En qualsevol forma d'art, tenim la responsabilitat d'infondre una mica de color, compassió i moviment a la nostra societat. L'art no pot viure en un buit. Ha d'impactar, animar una mica d'estira i estirar-nos. món per mantenir-se viu i rellevant."

## Carrera d'actriu

### Inicis de carrera i primers papers (1997–1999)
Lusha va llançar la seva carrera com a model i actriu de teatre a Michigan. Mentre residia a la seva ciutat natal, el primer paper teatral de la Lusha va ser un personatge no parlant de fons a la producció de la seva escola de Up and Away. En entrar al departament de drama, Lusha va interpretar el paper de la Ventafocs a l'obra L'última Assaig general i Belle a La Bella i la Bèstia. També va retratar un Oompa Loompa i una caixa de claqué a l'obra "Charlie and the Chocolate Factory". Poc després de traslladar-se a Califòrnia, Lusha va ser seleccionada com la model de moda principal en una multinacional Back-to-School J. C. Penney campanya de televisió que es va emetre a Amèrica i Amèrica del Sud, i va ser emesa al vídeo musical d'Alanis Morissette "Hands Clean".

### Hollywood:George Lopezi el gran avenç (2000–2007)
Després, l'any 2000, va ser el debut televisiu de Lusha amb una aparició com a convidat a la sèrie de Disney Channel Lizzie McGuire com el personatge d'Olivia a l'episodi "Last Year's Model". Lusha va fer el seu debut cinematogràfic a la pel·lícula del 2000 A Father's Love com a Lisa, la protagonista que recorda les seves experiències amb el seu pare.
El 2001, va ser escollida per interpretar a Carmen Lopez a la recentment desenvolupada ABC sitcom George Lopez' '. L'espectacle va ser produït per Sandra Bullock i Bruce Helford. Després de completar el seu episodi número 120, el programa va assolir la sindicació mundial i va establir a Lusha com a veterà de televisió als 20 anys. Aquell any següent, el programa George Lopez va guanyar un Emmy i es va establir com la segona comèdia de situació més llarga de la història de la televisió amb un protagonista hispà, després de I Estima Lucy. Fins a aquesta data, continua sent Nick a la sèrie més valorada de Nite. El 2007, el personatge de Lusha, Carmen, va ser anul·lat del programa a causa de "diferències creatives".
Lusha va guanyar dos Young Artist Awards consecutius a la millor actriu principal en una comèdia i drama pel seu paper de Carmen. Mentre treballava a George Lopez, Lusha també va expressar el paper de Nina durant quatre anys a la sèrie de la PBS Clifford's Puppy Days. S'ha informat que retratar el personatge de Nina va introduir Lusha a l'entreteniment infantil, inspirant-la a escriure un llibre per a nens el 2009.

### Papers cinematogràfics internacionals i reconeixement mundial (2008-present)

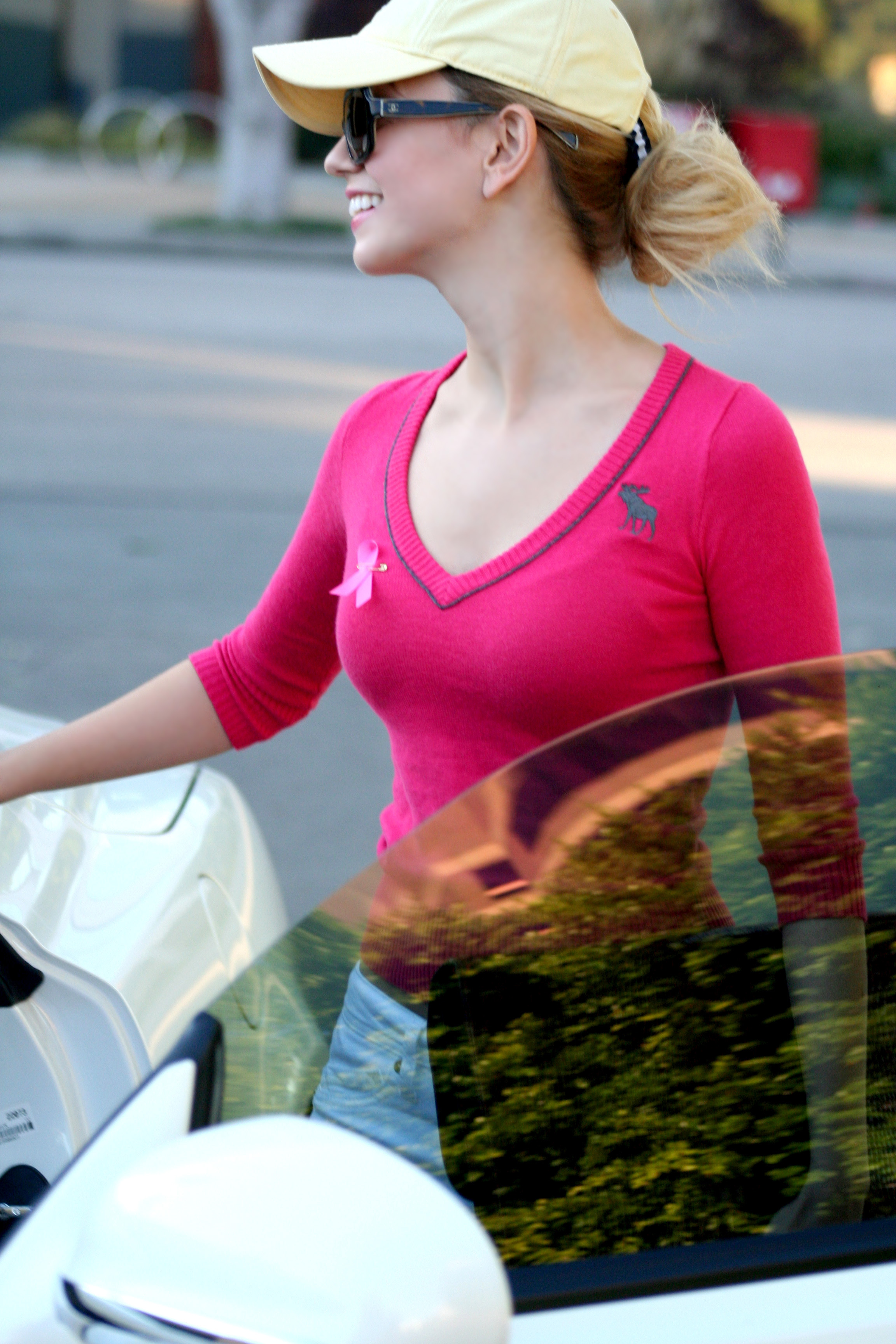
Lusha fotografiada als estudis Warner Brothers.

El desembre de 2009, Lusha es va unir al repartiment original de George Lopez per a una reunió televisiva a Lopez Tonight. Durant la gravació de la reunió en directe, quan se li va preguntar sobre les seves experiències al programa, Lusha va dir: "és l'espectacle que no para de donar. Cada any ofereix alguna cosa a la societat i ens va oferir alguna cosa a tots i cadascun de nosaltres. Ens va portar a tots. junts per a tota la vida".
Lusha ha aparegut com Mira en un episodi de Law & Order: Criminal Intent. A proposta de George Clooney, Lusha també ha fet va aparèixer a la pel·lícula en castellà Muertas (2008) en la qual interpretava el personatge principal Aracelli.

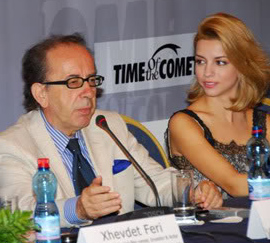
Lusha amb el poeta laureat Ismail Kadare durant una conferència de premsa per a la pel·lícula Time of the Comet

Lusha també va interpretar Santa Agnès a la producció albanesa de El temps del cometa (2008) basada en la novel·la Un any difícil d'Ismail Kadare. Al llarg de la pel·lícula, el diàleg de Lusha va ser en un dialecte albanès específic. A la pel·lícula, Lusha interpreta una monja catòlica que s'enamora d'un rebel musulmà.
Lusha va interpretar el paper de Sharon, l'espasa i vampir disfressat, al remake de Sony Pictures del clàssic de culte Blood: The Last Vampire  al costat de Jun Ji-hyun. La pel·lícula va ser coproduïda per la companyia francesa Pathé i la companyia de Hong Kong Edko, la productora de Crouching Tiger, Hidden Dragon. El 2009, la pel·lícula es va estrenar al Japó i va ser estrenada internacionalment per Sony Pictures.
El 2011, Lusha també va protagonitzar les pel·lícules Katie Malone i The Architect. A Katie Malone, va interpretar el paper de Ginger, una estudiant universitària premed que és turmentada pel fantasma d'una esclava. L'actor Stephen Colletti de One Tree Hill i l'estrella de Superman Dean Cain van protagonitzar la pel·lícula. La pel·lícula va ser estrenada per American World Pictures. A The Architect, Lusha va actuar al costat de Stacy Keach. El 2012, Lusha també va protagonitzar la pel·lícula Of Silence, al costat de Muse Watson .
El 2012, Lusha va protagonitzar la pel·lícula Orc Wars, interpretant el paper de la princesa Aleya, l'última guerrera elfica que queda.
Lusha va tornar a formar equip amb el creador i productor executiu de George Lopez Bruce Helford a la sèrie FX Anger Management. Lusha va retratar l'interès amorós Molly a l'episodi "Charlie and Sean Fight Over A Girl".
Lusha va ser un dels protagonistes a Sharknado: The 4th Awakens i Sharknado 5: Global Swarming de SyFy. Lusha va retratar Gemini, el cosí del personatge de Ian Ziering i neboda del personatge de David Hasselhoff.
El 2017, Lusha va protagonitzar la pel·lícula Lifetime Forgotten Evil. A la pel·lícula, va retratar Renee / Jane Doe, una dona que pateix amnèsia. Sense passat, Renee es veu obligada a afrontar una nova realitat amb reptes emergents. Tornant a formar equip amb el director de Sharknado Anthony C. Ferrante, s'informa que el paper va ser escrit tenint en compte Lusha.

## Campanyes de treball humanitari i servei públic

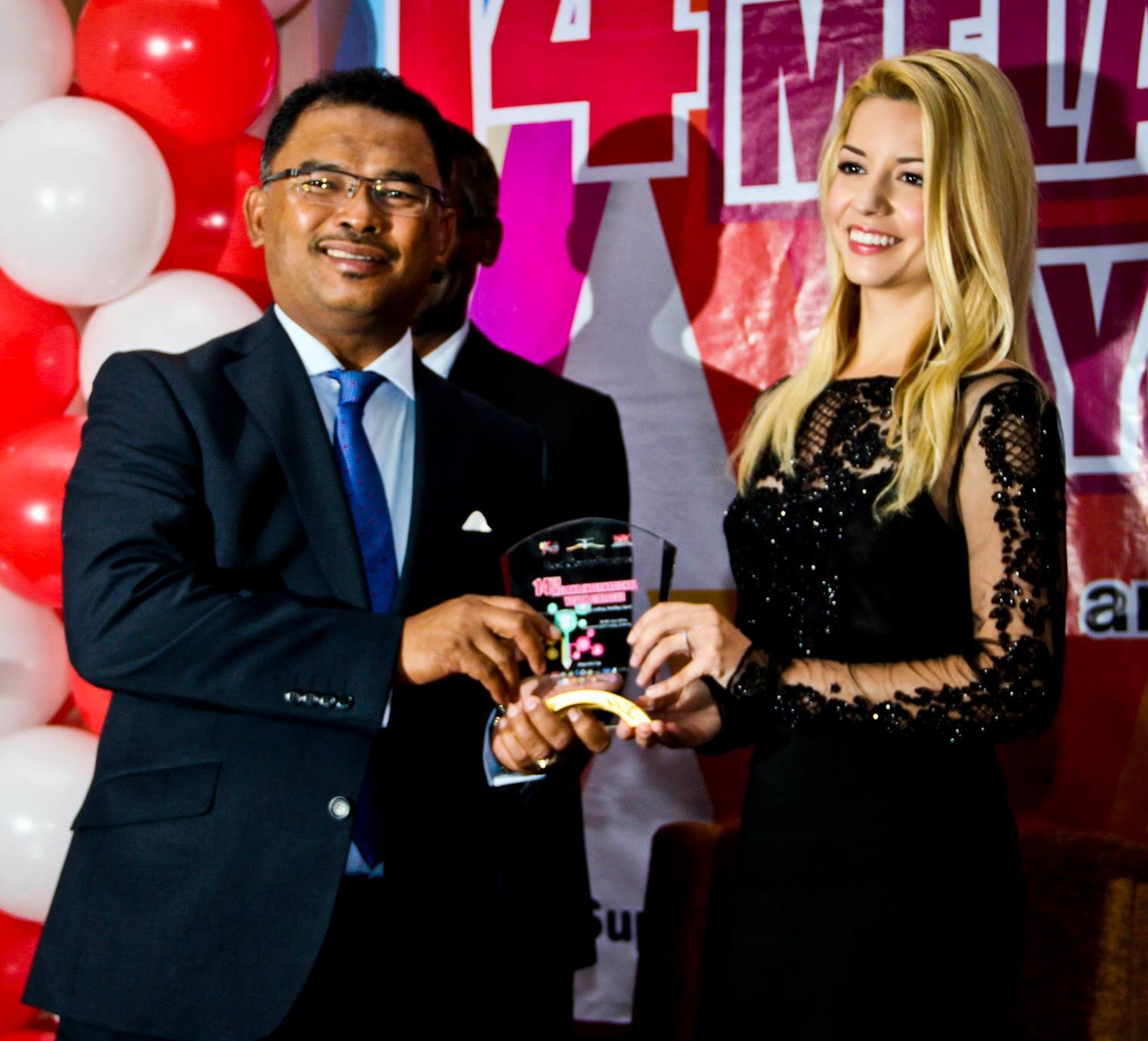
L'ambaixador de bona voluntat Masiela Lusha i el president de WAY, Idris Haron, assisteixen a un esdeveniment de l'WAY el 2014.

En una entrevista del 2016, Lusha va acreditar els seus records d'infància com a refugiada per l'impuls dels seus esforços com a humanitària. En la mateixa entrevista, Lusha va assenyalar que el seu primer record va ser en un autobús amb la seva mare, fugint d'Albània. A causa de les nombroses amenaces de bomba dirigides a l'autobús, una organització internacional va proporcionar voluntaris per seure a l'autobús amb els refugiats, permetent que la gent entrés a Hongria amb seguretat. Lusha va afirmar que, a causa d'aquestes experiències, "l'humanitarisme és la base de la seva existència i identitat".
El 2010, Lusha va ser nomenada ambaixadora de l'entitat benèfica del príncep Harry, Sentebale. L'organització benèfica va ser fundada pel príncep Harry i el príncep Seeiso de Lesotho, Àfrica en memòria de les seves mares, Diana, princesa de Gal·les, i Reina Mamohato de Lesotho. La causa ajuda els nens vulnerables de Lesotho, Àfrica, mitjançant diversos esforços de base.
Lusha va ser la portaveu de Read for Life de Scholastic, i ha participat en anuncis publicitaris nacionals de PSA i lectures escolars a tot el país. Al llarg de la seva carrera, Lusha ha promogut "el valor d'apreciar la paraula escrita". Com a portaveu nacional de la Great American Bake Sale, un programa d'alleujament de la fam, Lusha visita ciutats locals dels Estats Units i dona suport a la recollida d'aliments per ajudar a combatre la fam infantil. Pel seu paper com a portaveu nacional, Lusha promou la importància de recaptar fons per ajudar les comunitats locals.
Lusha va fundar la Fundació Children of the World, una organització sense ànim de lucre 501(c)(3) que ofereix menjar, allotjament i educació a famílies en condicions de privació. Per a Children of the World, va donar 10 acres (40,000 m2) de terra per a un centre comunitari enfocat a rehabilitar famílies necessitades.
A la primavera de 2013, Athgo International va nomenar Lusha com a ambaixadora de la joventut. Com a ambaixador, Lusha va encoratjar un diàleg entre els aspirants a emprenedors globals i els organismes de suport d'Athgo com el Grup del Banc Mundial, les Nacions Unides i les universitats internacionals. Lusha participarà amb Paul Kagame, president de la República de Rwanda i el doctor Hamadoun Touré, secretari general de la UIT i vicepresident de la Comissió de Banda Ampla per al Desenvolupament Digital.
L'Assemblea Mundial de la Joventut va nomenar Lusha com el seu primer Ambaixador de Bona Voluntat. WAY coopera amb l'ONU i moltes de les seves agències especials, especialment amb ONUSIDA, PNUMA, OIT, UNESCO, UNFPA, UNICEF i OMS. Com a ambaixadora, Lusha va promoure diverses causes relacionades amb la joventut global, com ara millorar la igualtat de gènere, promoure la participació democràtica, augmentar el respecte interètnic i fomentar l'entesa i la cooperació intercultural i internacional.

## Vida personal
Durant el rodatge de George Lopez, Lusha va rebre una escola privada al plató. Lusha es va graduar a la Burbank High School als 15 anys. Més tard va assistir al Glendale College, al Southern Califòrnia, es va graduar amb un títol AA i es va transferir a UCLA com a júnior als 18 anys. Mentre estava a UCLA, Lusha es va especialitzar en escriptura creativa. Lusha també ha obtingut un títol de disseny i es fa ella mateixa la roba quan desfila per la catifa vermella.
El 2012, Lusha va començar a sortir amb el financer Ramzi Habibi. El juliol de 2013, es va anunciar que els dos estaven compromesos. El 28 de desembre de 2013, la parella es va casar a Wanaka Peak a Queenstown, Nova Zelanda. La parella té 2 fills, un fill, nascut el febrer de 2018, i va néixer una filla a l'octubre de 2020.

## Filmografia
Film
| Any  | Títol                            | Rol            | Notes |
| ---- | -------------------------------- | -------------- | ----- |
| 2000 | Father's Love                    | Lisa           |       |
| 2002 | Las muertas de Jaurez            | Aracelli       |       |
| 2004 | Cherry Bomb                      | Kim            |       |
| 2008 | Time of the Comet                | Agnes          |       |
| 2009 | Blood: The Last Vampire          | Sharon         |       |
| 2009 | Ballad of Broken Angels: Harmony | Rox            |       |
| 2010 | Kill Katie Malone                | Ginger         |       |
| 2012 | The Architect                    | Iliriana       |       |
| 2013 | Dragonfyre                       | Princess Aleya |       |
| 2014 | Of Silence                       | Annabelle      |       |
| 2014 | Fatal Instinct                   | Melissa Gates  |       |
| 2017 | Branded                          | Donna          |       |

## Televisió
| Any       | Títol                               | Rol                         | Notes                                         |
| --------- | ----------------------------------- | --------------------------- | --------------------------------------------- |
| 2001      | Lizzie McGuire                      | Amiga                       | Episode: "Last Year's Model"                  |
| 2002–2007 | George Lopez                        | Carmen Lopez                | Paper principal (seasons 1–5)                 |
| 2003–2005 | Clifford's Puppy Days               | Nina Flores                 | Rol de veu recurrent                          |
| 2006      | Law & Order: Criminal Intent        | Mira                        | Episode: "Blasters"                           |
| 2014      | Anger Management                    | Molly                       | Episode: "Charlie and Sean Fight Over a Girl" |
| 2016      | Sharknado: The 4th Awakens          | Gemini                      | TV film                                       |
| 2017      | Forgotten Evil                      | Renee / Jane Doe / Veronica | TV film                                       |
| 2017      | Lopez                               | Masiela                     | Episode: "George Dates His Daughter"          |
| 2017      | Sharknado 5: Global Swarming        | Gemini                      | TV film                                       |
| 2018      | The Last Sharknado: It's About Time | Gemini                      | TV film                                       |
| 2019      | My Best Friend's Christmas          | Bella Vega                  | TV film                                       |

## Premis
| Curs | Premi              | Categoria                                                                          | Treballar                         | Resultat   | Refs   |
| ---- | ------------------ | ---------------------------------------------------------------------------------- | --------------------------------- | ---------- | ------ |
| 2003 | Premi Artista Jove | Millor actuació en sèrie de televisió (comèdia o drama) – Actriu jove protagonista | George López                      | Guanyadora | [ 53 ] |
| 2004 | Premi Artista Jove | Millor actuació en un paper de veu en off - Actriu jove                            | Els dies dels cadells de Clifford | Nominada   | [ 30 ] |
| 2004 | Premi Artista Jove | Millor actuació en sèrie de televisió (comèdia o drama) – Actriu jove protagonista | George López                      | Guanyadora | [ 30 ] |